# Crystel Fournier
Pour les articles homonymes, voir Fournier.
Crystel Fournier est une directrice de la photographie française.

## Biographie
Venue de Mont-de-Marsan, Crystel Fournier étudie à l'ESAV de Toulouse de 1990 à 1994 et est diplômée de La Fémis en 1998.
Elle a éclairé une dizaine de longs métrages dont Rêves de poussière (2006) de Laurent Salgues, l'Homme qui rêvait d'un enfant (2006) et Carnages (2001) de Delphine Gleize, La Jungle (2006) de Mathieu Delaporte, Sauf le respect que je vous dois (2005) de Fabienne Godet, Orlando Vargas (2005) de Juan Pittaluga, Pourquoi (pas) le Brésil (2004) de Laetitia Masson, Saltimbank (2003) de Jean Claude Biette et Clément (2001) d'Emmanuelle Bercot.
Elle est membre de l'Association française des directeurs de la photographie cinématographique.

## Filmographie
- 1998 : Sale Battars de Delphine Gleize (court-métrage)
- 2001 : Clément d'Emmanuelle Bercot
- 2002 : Carnages de Delphine Gleize
- 2003 : Saltimbank de Jean-Claude Biette
- 2004 : Pourquoi (pas) le Brésil de Laetitia Masson
- 2005 : Sauf le respect que je vous dois de Fabienne Godet
- 2006 : L'Homme qui rêvait d'un enfant de Delphine Gleize
- 2007 : Naissance des pieuvres de Céline Sciamma
- 2009 : Un soir au club de Jean Achache
- 2010 : Cavaliers seuls de Delphine Gleize et Jean Rochefort
- 2010 : D'amour et d'eau fraîche d'Isabelle Czajka
- 2011 : Tomboy de Céline Sciamma
- 2013 : Aujourd'hui d'Alain Gomis
- 2013 : Une place sur la Terre de Fabienne Godet
- 2013 : Meurtre en trois actes, téléfilm de Claude Mouriéras
- 2014 : Bande de filles de Céline Sciamma
- 2014 : Les Parents de Tomitza (en) (Takva su pravila) d'Ognjen Svilicic
- 2015 : La Fille du patron d'Olivier Loustau
- 2016 : Bonjour Anne (Paris Can Wait) d'Eleanor Coppola
- 2017 : Sales Gosses de Frédéric Quiring
- 2020 : Miss Marx de Susanna Nicchiarelli
- 2021 : Great Freedom de Sebastian Meise

## Distinctions
- Festival international du film de Stockholm 2014 : meilleure photographie pour Bande de filles et Takva su pravila
- Prix Lumières 2014 : nomination pour le Prix CST pour Une place sur la Terre
- Prix du cinéma européen 2021 : meilleur directeur de la photographie pour Great Freedom